# Sphaerulina myriadea
Sphaerulina myriadea är en lavart som först beskrevs av Augustin Pyrame de Candolle, och fick sitt nu gällande namn av Pier Andrea Saccardo 1878. Sphaerulina myriadea ingår i släktet Sphaerulina och familjen Mycosphaerellaceae.  Arten är reproducerande i Sverige. Inga underarter finns listade i Catalogue of Life.